# الدوري الأردني الدرجة الثالثة 2023
انطلقت منافسات دوري الدرجة الثالثة الأردني 2023 في 15 يونيو 2023 وانتهت في 30 يوليو 2023. 

## التشكيلة
يشارك في الدوري 40 فريق تقسم إلى 10 مجموعات تضم كل منها 4 أو 5 فرق حسب التوزيع الجغرافي. يتأهل الفرق التي تحتل المركز الأول والثاني والثالث في كل مجموعة، بالإضافة إلى أفضل فريقين يحتلان المركز الرابع في مجموعات من 5 فرق (انظر المجموعات 2 و3 و7 و9) إلى دور الـ 32. 
تقام مباريات دور الـ32 ودور الـ16 بنظام خروج المغلوب من مباراة واحدة، في حين تتكون بقية البطولة من نظام مباراتي ذهاب وإياب .  إذا انتهت المباراة بالتعادل، سيتم اللجوء إلى ركلات الجزاء الترجيحية مباشرة لتحديد الفريق الفائز دون وقت أضافي. 
الفرق المتأهلة إلى الدور نصف النهائي من المسابقة تصعد تلقائيًا إلى دوري الدرجة الثانية الأردني . 

## تغييرات الفريق
لقد تغيرت أقسام الفرق التالية منذ موسم 2023.

### إلى القسم 3
هبط من الدرجة الثانية 2022
- ذات راس (غير مشارك)
- منشية بني حسن (غير مشاركة)
- شباب نزال (غير مشارك)
- دير علا

### إلى القسم 2
تمت ترقيته إلى الدرجة الثانية لعام 2023 
- دير ابي سعيد
- دوقرة
- مرج الحمام
- وادي الريان

## المجموعات
الجدول اعتبارًا من موسم 2023: 

### المجموعة 1
| دوري الدرجة الثالثة الأردني – المجموعة الأولى | دوري الدرجة الثالثة الأردني – المجموعة الأولى | دوري الدرجة الثالثة الأردني – المجموعة الأولى | دوري الدرجة الثالثة الأردني – المجموعة الأولى |
| النادي                                        | الموقع                                        | الملعب                                        | التأسيس                                       |
| --------------------------------------------- | --------------------------------------------- | --------------------------------------------- | --------------------------------------------- |
| الشيخ حسين                                    | الأغوار الشمالية، محافظة إربد                 | ملعب الأمير هاشم                              | 1980                                          |
| الأردن للفروسية                               | الرمثا، محافظة اربد                           | ملعب الأمير هاشم                              |                                               |
| شباب النعيمة                                  | النعيمة، محافظة اربد                          | ملعب الأمير هاشم                              |                                               |
| مالكا                                         | ملكا، محافظة اربد                             |                                               | 1980                                          |

### المجموعة 2
| الدوري الأردني الدرجة الثالثة – المجموعة الثانية | الدوري الأردني الدرجة الثالثة – المجموعة الثانية | الدوري الأردني الدرجة الثالثة – المجموعة الثانية | الدوري الأردني الدرجة الثالثة – المجموعة الثانية |
| النادي                                           | الموقع                                           | الملعب                                           | التأسيس                                          |
| ------------------------------------------------ | ------------------------------------------------ | ------------------------------------------------ | ------------------------------------------------ |
| شباب المزار                                      | المزار الشمالي، محافظة اربد                      | ملعب الأمير هاشم                                 | 2014                                             |
| شباب حوران                                       | حوران، محافظة اربد                               | ملعب الأمير هاشم                                 | 2018                                             |
| أرهابا                                           | ارحبة، محافظة اربد                               | ملعب الحسن                                       | 1989                                             |
| عمراوة                                           | ذنيبة، محافظة اربد                               |                                                  | 1991                                             |
| ايدون                                            | ايدون، محافظة اربد                               |                                                  | 2017                                             |

### المجموعة 3
| دوري الدرجة الثالثة الأردني – المجموعة الثالثة | دوري الدرجة الثالثة الأردني – المجموعة الثالثة | دوري الدرجة الثالثة الأردني – المجموعة الثالثة | دوري الدرجة الثالثة الأردني – المجموعة الثالثة |
| النادي                                         | الموقع                                         | الملعب                                         | التأسيس                                        |
| ---------------------------------------------- | ---------------------------------------------- | ---------------------------------------------- | ---------------------------------------------- |
| شباب بشرى                                      | بشرى، محافظة اربد                              | ملعب الأمير هاشم                               |                                                |
| مشاري                                          | طبقة فحل، محافظة اربد                          |                                                | 1976                                           |
| المغير                                         | الرمثا، محافظة اربد                            | ملعب الأمير هاشم                               | 1991                                           |
| اليرموك الشونة                                 | الشونة الشمالية، محافظة اربد                   |                                                |                                                |
| هاريما                                         | حريما، محافظة اربد                             | ملعب الحسن                                     | 1984                                           |

### المجموعة 4
| دوري الدرجة الثالثة الأردني – المجموعة الرابعة | دوري الدرجة الثالثة الأردني – المجموعة الرابعة | دوري الدرجة الثالثة الأردني – المجموعة الرابعة | دوري الدرجة الثالثة الأردني – المجموعة الرابعة |
| النادي                                         | الموقع                                         | الملعب                                         | التأسيس                                        |
| ---------------------------------------------- | ---------------------------------------------- | ---------------------------------------------- | ---------------------------------------------- |
| نادي الجبيهة الرياضي                           | الجبيهة، محافظة عمان                           | ملعب الجبيهة                                   | 1977                                           |
| ساروت                                          | الرصيفة، محافظة الزرقاء                        | ملعب الرصيفة                                   | 2018                                           |
| شباب أبو علندا                                 | أبو علندا، عمان، محافظة عمان                   |                                                | 1997                                           |
| حي الأمير حسن                                  | عمان، محافظة عمان                              |                                                |                                                |

### المجموعة 5
| الدوري الأردني الدرجة الثالثة – المجموعة الخامسة | الدوري الأردني الدرجة الثالثة – المجموعة الخامسة | الدوري الأردني الدرجة الثالثة – المجموعة الخامسة | الدوري الأردني الدرجة الثالثة – المجموعة الخامسة |
| نادي                                             | موقع                                             | ملعب                                             | سنة التأسيس                                      |
| ------------------------------------------------ | ------------------------------------------------ | ------------------------------------------------ | ------------------------------------------------ |
| شباب الحسين                                      | مخيم جبل الحسين، عمان، محافظة عمان               | ستاد الملك عبدالله الثاني ملعب شباب الحسين       | 1954                                             |
| الاتحاد                                          | عمان، محافظة عمان                                | ملعب البولو                                      | 2018                                             |
| هاشمي الشمالي                                    | رغدان، عمان، محافظة عمان                         | ملعب الهاشمي الشمالي                             | 1981                                             |
| شباب المقابلين                                   | المقابلين، محافظة عمان                           |                                                  |                                                  |

### المجموعة 6
| الدوري الأردني الدرجة الثالثة – المجموعة السادسة | الدوري الأردني الدرجة الثالثة – المجموعة السادسة | الدوري الأردني الدرجة الثالثة – المجموعة السادسة | الدوري الأردني الدرجة الثالثة – المجموعة السادسة |
| النادي                                           | الموقع                                           | الملعب                                           | التأسيس                                          |
| ------------------------------------------------ | ------------------------------------------------ | ------------------------------------------------ | ------------------------------------------------ |
| غزة هاشم                                         | جرش، محافظة جرش                                  |                                                  | 1968                                             |
| شباب مصطبة                                       | المصطبة، محافظة جرش                              |                                                  |                                                  |
| اتحاد جرش                                        | جرش، محافظة جرش                                  |                                                  |                                                  |
| مرسى                                             | مرسى، محافظة جرش                                 |                                                  |                                                  |

### المجموعة 7
| الدوري الأردني الدرجة الثالثة – المجموعة السابعة | الدوري الأردني الدرجة الثالثة – المجموعة السابعة | الدوري الأردني الدرجة الثالثة – المجموعة السابعة | الدوري الأردني الدرجة الثالثة – المجموعة السابعة |
| النادي                                           | الموقع                                           | الملعب                                           | التأسيس                                          |
| ------------------------------------------------ | ------------------------------------------------ | ------------------------------------------------ | ------------------------------------------------ |
| كفرنجة                                           | كفرنجة، محافظة عجلون                             |                                                  | 1982                                             |
| عنجرة                                            | عنجرة، محافظة عجلون                              |                                                  | 1982                                             |
| عجلون                                            | عجلون، محافظة عجلون                              |                                                  | 1981                                             |
| دير علا                                          | دير علا، محافظة البلقاء                          |                                                  | 2009                                             |
| آلان ساروت                                       | علان، محافظة البلقاء                             |                                                  | 2018                                             |

### المجموعة 8
| الدوري الأردني الدرجة الثالثة – المجموعة الثامنة | الدوري الأردني الدرجة الثالثة – المجموعة الثامنة | الدوري الأردني الدرجة الثالثة – المجموعة الثامنة | الدوري الأردني الدرجة الثالثة – المجموعة الثامنة |
| النادي                                           | الموقع                                           | الملعب                                           | التأسيس                                          |
| ------------------------------------------------ | ------------------------------------------------ | ------------------------------------------------ | ------------------------------------------------ |
| نادي اتحاد ابناء العقبة                          | العقبة، محافظة العقبة                            |                                                  | 2022                                             |
| نشاما الأردن                                     | عمان، محافظة عمان                                |                                                  | 1982                                             |
| الخليج                                           | العقبة، محافظة العقبة                            |                                                  | 1981                                             |
| هدافي العقبة                                     | العقبة، محافظة العقبة                            |                                                  | 2016                                             |

### المجموعة 9
| الدوري الأردني الدرجة الثالثة – المجموعة التاسعة | الدوري الأردني الدرجة الثالثة – المجموعة التاسعة | الدوري الأردني الدرجة الثالثة – المجموعة التاسعة | الدوري الأردني الدرجة الثالثة – المجموعة التاسعة |
| النادي                                           | الموقع                                           | الملعب                                           | التأسيس                                          |
| ------------------------------------------------ | ------------------------------------------------ | ------------------------------------------------ | ------------------------------------------------ |
| الدجانية                                         | الدجانية، محافظة المفرق                          |                                                  | 1982                                             |
| خيرات الشمال                                     | المفرق، محافظة المفرق                            |                                                  | 2020                                             |
| الحمرا                                           | الحمرا، محافظة المفرق                            |                                                  | 1981                                             |
| أم السراب                                        | أم السراب، محافظة المفرق                         | ملعب المفرق                                      |                                                  |
| عين الرياضي                                      | المفرق، محافظة المفرق                            | ملعب المفرق                                      | 2015                                             |

### المجموعة 10
| دوري الدرجة الثالثة الأردني – المجموعة العاشرة | دوري الدرجة الثالثة الأردني – المجموعة العاشرة | دوري الدرجة الثالثة الأردني – المجموعة العاشرة | دوري الدرجة الثالثة الأردني – المجموعة العاشرة |
| النادي                                         | الموقع                                         | الملعب                                         | التأسيس                                        |
| ---------------------------------------------- | ---------------------------------------------- | ---------------------------------------------- | ---------------------------------------------- |
| موهي                                           | محي، محافظة الكرك                              |                                                |                                                |
| طفيله                                          | الطفيلة، محافظة الطفيلة                        |                                                | 1977                                           |
| مُؤاب                                           | مؤاب، محافظة الكرك                             |                                                | 1981                                           |
| شباب ليب                                       | مادبا، محافظة مادبا                            | ملعب المأدبا                                   | 1968                                           |

## تصفيات الصعود

### دور الـ32
أقيمت مباريات دور الـ32 في الفترة ما بين 13 و17 يوليو 2023.  